# Mosebeck

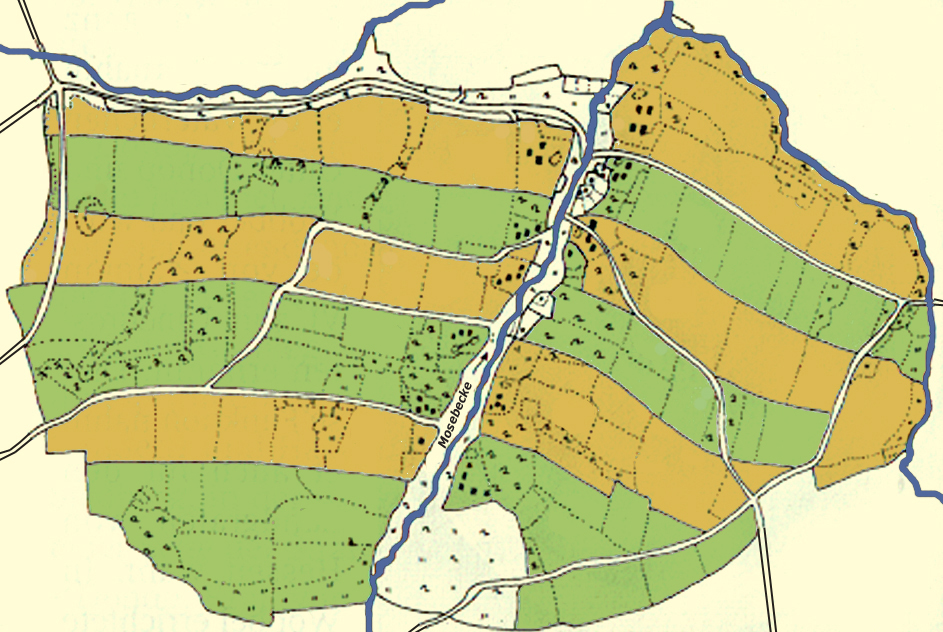
Karte eines typischen zweiseitigen Waldhufendorfes

Mosebeck ist ein Ortsteil von Detmold im Kreis Lippe, Nordrhein-Westfalen, und liegt etwa fünf Kilometer nordöstlich  vom Stadtzentrum entfernt. Die benachbarten Detmolder Ortsteile sind im Uhrzeigersinn Niederschönhagen, Vahlhausen, Hakedahl, Brokhausen und Barkhausen. Mosebeck ist vermutlich im Spätmittelalter, etwa während des 12. oder 13. Jahrhunderts, entstanden. In dieser Zeit wurden im waldreichen lippischen Hügelland zahlreiche Waldhufensiedlungen auf Rodungen errichtet. Mosebeck ist eine zweiseitige Waldhufensiedlung, dadurch gekennzeichnet, dass sich beiderseits der Mosebecke die Besitzstreifen der Bauern aufreihen. Diese handtuchartigen Grundstücke hinter den Gehöften wurden Hufen genannt. Weitere Waldhufendörfer in der Nähe sind zum Beispiel Hakedahl, Klüt, Dalborn und Meiersfeld.
Heute gehören zum alten Ortskern an der Barntruper Straße die Siedlungen Altenkamp, Lehmbrink und Loholz mit Mühlenteich.
Am 1. Januar 1970 wurde Mosebeck in die Kreisstadt Detmold eingegliedert.
Mosebeck hat einen Kindergarten, einen Kinderspielplatz und verschiedene Vereine: Gesangverein, Bastelclub, Sportverein und Hundeverein. Mosebeck ist Teil der Fußball-Gemeinschaft SV Diestelbruch Mosebeck. Der eigene Sportplatz ist seit 2008 geschlossen. Die Mini-Kicker, F-Jugend, E-Jugend, D-Jugend und C-Jugend trainieren im Sommer auf der Sportanlage in Hakedahl.
In Mosebeck wohnen auf einer Fläche von 4,2 km² insgesamt 479 Bürger (August 2006). Ortsbürgermeister ist derzeit Meikel Schäfer, der Vertreter im Stadtrat ist Manfred Stölting (SPD).
Südlich grenzt an Mosebeck das Landschaftsschutzgebiet Mosebecke.